# CSI (franchise)
CSI är en mediafranchise som består av amerikanska TV-kriminaldramaserier och är skapade av Anthony E. Zuiker. De tre första TV-serierna fokuserar på mordutredningar, medan den fjärde fokuserar på cyberbrott.
CSI: Crime Scene Investigation hade premiär den 2 oktober 2000 och sändes i 15 säsonger fram till den 27 september 2015. Seriens första spinoff CSI: Miami sändes mellan 2002 och 2012 i 10 säsonger. Mellan 2004 och 2013 sändes seriens andra spinoff, CSI: NY, i 9 säsonger.
Seriens fjärde spinoff, CSI: Cyber, sändes mellan 2015 och 2016 i 2 säsonger, medan det senaste tillskottet CSI: Vegas sände sin första säsong 2021.

## Säsonger
| TV-serier  | Säsonger (20XX) | Säsonger (20XX) | Säsonger (20XX) | Säsonger (20XX) | Säsonger (20XX) | Säsonger (20XX) | Säsonger (20XX) | Säsonger (20XX) | Säsonger (20XX) | Säsonger (20XX) | Säsonger (20XX) | Säsonger (20XX) | Säsonger (20XX) | Säsonger (20XX) | Säsonger (20XX) | Säsonger (20XX) | Säsonger (20XX) | Säsonger (20XX) | Säsonger (20XX) | Säsonger (20XX) | Säsonger (20XX) |
| TV-serier  | 00              | 01              | 02              | 03              | 04              | 05              | 06              | 07              | 08              | 09              | 10              | 11              | 12              | 13              | 14              | 15              | 16              |                 | 21              | 22              | 23              |
| ---------- | --------------- | --------------- | --------------- | --------------- | --------------- | --------------- | --------------- | --------------- | --------------- | --------------- | --------------- | --------------- | --------------- | --------------- | --------------- | --------------- | --------------- | --------------- | --------------- | --------------- | --------------- |
| CSI        |                 |                 |                 |                 |                 |                 |                 |                 |                 |                 |                 |                 |                 |                 |                 |                 |                 |                 |                 |                 |                 |
| CSI: Miami |                 |                 |                 |                 |                 |                 |                 |                 |                 |                 |                 |                 |                 |                 |                 |                 |                 |                 |                 |                 |                 |
| CSI: NY    |                 |                 |                 |                 |                 |                 |                 |                 |                 |                 |                 |                 |                 |                 |                 |                 |                 |                 |                 |                 |                 |
| CSI: Cyber |                 |                 |                 |                 |                 |                 |                 |                 |                 |                 |                 |                 |                 |                 |                 |                 |                 |                 |                 |                 |                 |
| CSI: Vegas |                 |                 |                 |                 |                 |                 |                 |                 |                 |                 |                 |                 |                 |                 |                 |                 |                 |                 |                 |                 |                 |

## Rollistor

### CSI: Crime Scene Investigation
| William Petersen   | – Gil Grissom       |
| Marg Helgenberger  | – Catherine Willows |
| Gary Dourdan       | – Warrick Brown     |
| George Eads        | – Nick Stokes       |
| Paul Guilfoyle     | – Jim Brass         |
| Jorja Fox          | – Sara Sidle        |
| Eric Szmanda       | – Greg Sanders      |
| Robert David Hall  | – Al Robbins        |
| Louise Lombard     | – Sofia Curtis      |
| Wallace Langham    | – David Hodges      |
| Lauren Lee Smith   | – Riley Adams       |
| Laurence Fishburne | – Raymond Langston  |
| Liz Vassey         | – Wendy Simms       |
| David Berman       | – David Phillips    |
| Ted Danson         | – D.B. Russell      |
| Elisabeth Harnois  | – Morgan Brody      |
| Elisabeth Shue     | – Julie Finlay      |
| Jon Wellner        | – Henry Andrews     |

### CSI: Miami
| David Caruso        | – Horatio Caine     |
| Emily Procter       | – Calleigh Duquesne |
| Adam Rodriguez      | – Eric Delko        |
| Khandi Alexander    | – Alexx Woods       |
| Rory Cochrane       | – Tim Speedle       |
| Kim Delaney         | – Megan Donner      |
| Sofia Milos         | – Yelina Salas      |
| Jonathan Togo       | – Ryan Wolfe        |
| Rex Linn            | – Frank Tripp       |
| Eva LaRue           | – Natalia Boa Vista |
| Megalyn Echikunwoke | – Tara Price        |
| Eddie Cibrian       | – Jesse Cardoza     |
| Omar Benson Miller  | – Walter Simmons    |

### CSI: NY
| Gary Sinise        | – Mac Taylor      |
| Melina Kanakaredes | – Stella Bonasera |
| Carmine Giovinazzo | – Danny Messer    |
| Vanessa Ferlito    | – Aiden Burn      |
| Hill Harper        | – Sheldon Hawkes  |
| Eddie Cahill       | – Don Flack       |
| Anna Belknap       | – Lindsay Monroe  |
| Robert Joy         | – Sid Hammerback  |
| A. J. Buckley      | – Adam Ross       |
| Sela Ward          | – Jo Danville     |

### CSI: Cyber
| Patricia Arquette  | – Avery Ryan     |
| James Van Der Beek | – Elijah Mundo   |
| Peter MacNicol     | – Simon Sifter   |
| Shad Moss          | – Brody Nelson   |
| Charley Koontz     | – Daniel Krumitz |
| Hayley Kiyoko      | – Raven Ramirez  |
| Ted Danson         | – D.B. Russell   |

### CSI: Vegas
| Paula Newsome     | – Maxine Roby       |
| Matt Lauria       | – Josh Folsom       |
| Mandeep Dhillon   | – Allie Rajan       |
| Mel Rodriguez     | – Hugo Ramirez      |
| Jorja Fox         | – Sara Sidle        |
| William Petersen  | – Gil Grissom       |
| Jay Lee           | – Chris Park        |
| Ariana Guerra     | – Serena Chavez     |
| Lex Medlin        | – Beau Finado       |
| Marg Helgenberger | – Catherine Willows |